# Alyona Kolesnik
Alyona Kolesnik (25 gennaio 1995) è una lottatrice azera, specializzata nella lotta libera.

## Palmarès
- Europei

Novi Sad 2017: bronzo nei 55 kg.
Kaspisk 2018: bronzo nei 57 kg.
Bucarest 2019: bronzo nei 57 kg.